# San Pawl Milqi
San Pawl Milqi ("San Paolo Naufrago") è un sito archeologico di Malta.
È una villa agricola romana, la più estesa mai scoperta a Malta. La tradizione vuole che l'edificio appartenesse a Publio di Malta, governatore e primo vescovo dell'isola, che accolse Paolo di Tarso durante il suo naufragio nel 60 d.C.: tuttavia non vi sono evidenze archeologiche che facciano pensare ad un'ipotesi del genere. Le uniche tracce di culto cristiano permettono solo di datare la costruzione della prima cappella al XIV secolo.
Il sito è gestito da Heritage Malta e non è aperto al pubblico a causa di alcuni lavori conservativi, ma il pubblico può accedervi durante l'open day annuale, che solitamente cade in Febbraio.

## Storia
Il sito è stato impiegato già in età preistorica: un paio di tombe sono state datata alle fasi Zebbug e Borġ in-Nadur, corrispondenti all'età del bronzo maltese. Il primo edificio del sito fu costruito probabilmente nel periodo fenicio-punico, quando venne usato a periodi alterni per scopi agricoli. Di questa fase resta un numero esiguo di costruzioni, con una sepoltura ed un'iscrizione neopunica.
Nel periodo romano la posizione del sito sulle pendici di una valle fertile e la vicinanza al porto di Salina rendevano il luogo un posto ideale per la produzione di olio d'oliva. La villa fu ampliata, e l'originaria corte centrale fu trasformata in un'area di produzione. Il trapetum (un mulino rotante utilizzato per separare i semi dai frutti d'oliva), i punti di ancoraggio e almeno due presse sono ancora visibili, insieme ad una serie di vasce di filtraggio per la purificazione dell'olio.
Nonostante fosse grande abbastanza per essere appartenuta ad un ricco aristocratico, la villa non contiene alcun quartiere residenziale di alcun particolare rilievo. Le quattro stanze sono state riconosciute come camere di servizio, tanto da essere state decorate solo con intonaci dipinti e pavimenti in comune cocciopesto. Non esistono testimonianze di pavimenti mosaicati come nelle altre domus maltesi, come a Rabat.
Il sito venne ridotto nelle sue dimensioni e fu circondato da un piccolo muro di recinzione, probabilmente durante il periodo del dominio arabo a Malta. Le mura fortificate, l'apporto costante di acqua e la buona posizione lasciano pensare che la struttura fu utilizzata per controllare il porto vicino e la valle.
Una chiesa fu costruita su un lato del sito nel XIV secolo, ma dopo poco più di un secolo cadde in disuso, e nel 1616 venne sostituita da una chiesa dedicata all'accoglienza di san Paolo. La chiesa, ancora oggi esistente, è tra le più antiche testimonianze connesse al luogo della tradizione.

## Scavi
Nonostante i resti della villa fossero ben noti da tempo, le prime indagini scientifiche non sono iniziate prima del 1963 da parte della Missione Archeologica Italiana a Malta, diretta da Sabatino Moscati. I risultati finali sono in corso di pubblicazione.